# ورزشگاه ژول دشازو
ورزشگاه ژول دشازو (فرانسوی: Stade Jules Deschaseaux‎) یک ورزشگاه فوتبال در لو آور، فرانسه است.
این ورزشگاه که در سال ۱۹۳۲ تأسیس شده دارای ۱۶٬۳۸۲ نفر ظرفیت می‌باشد و یکی از ورزشگاه‌های جام جهانی فوتبال ۱۹۳۸ بوده‌است.

## نگارخانه

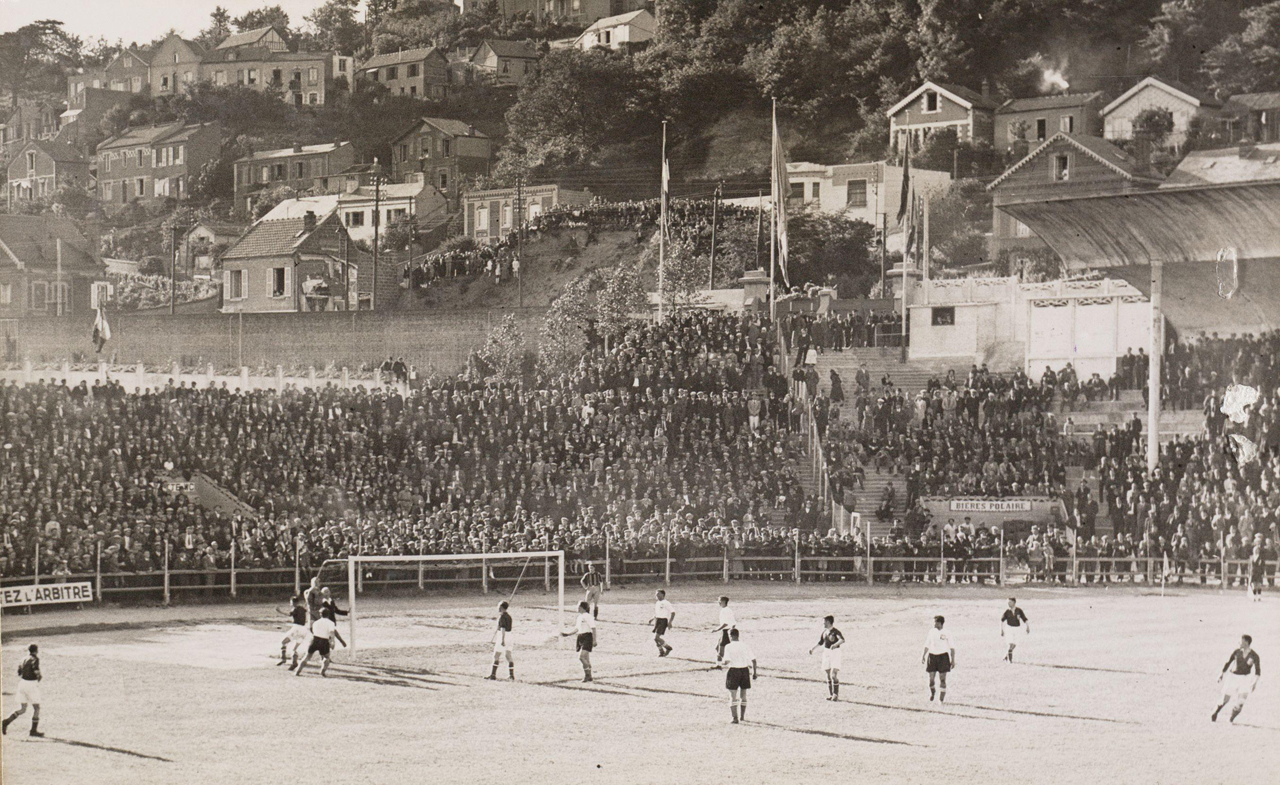
جام جهانی فوتبال ۱۹۳۸ - بازی چکسلواکی-هلند
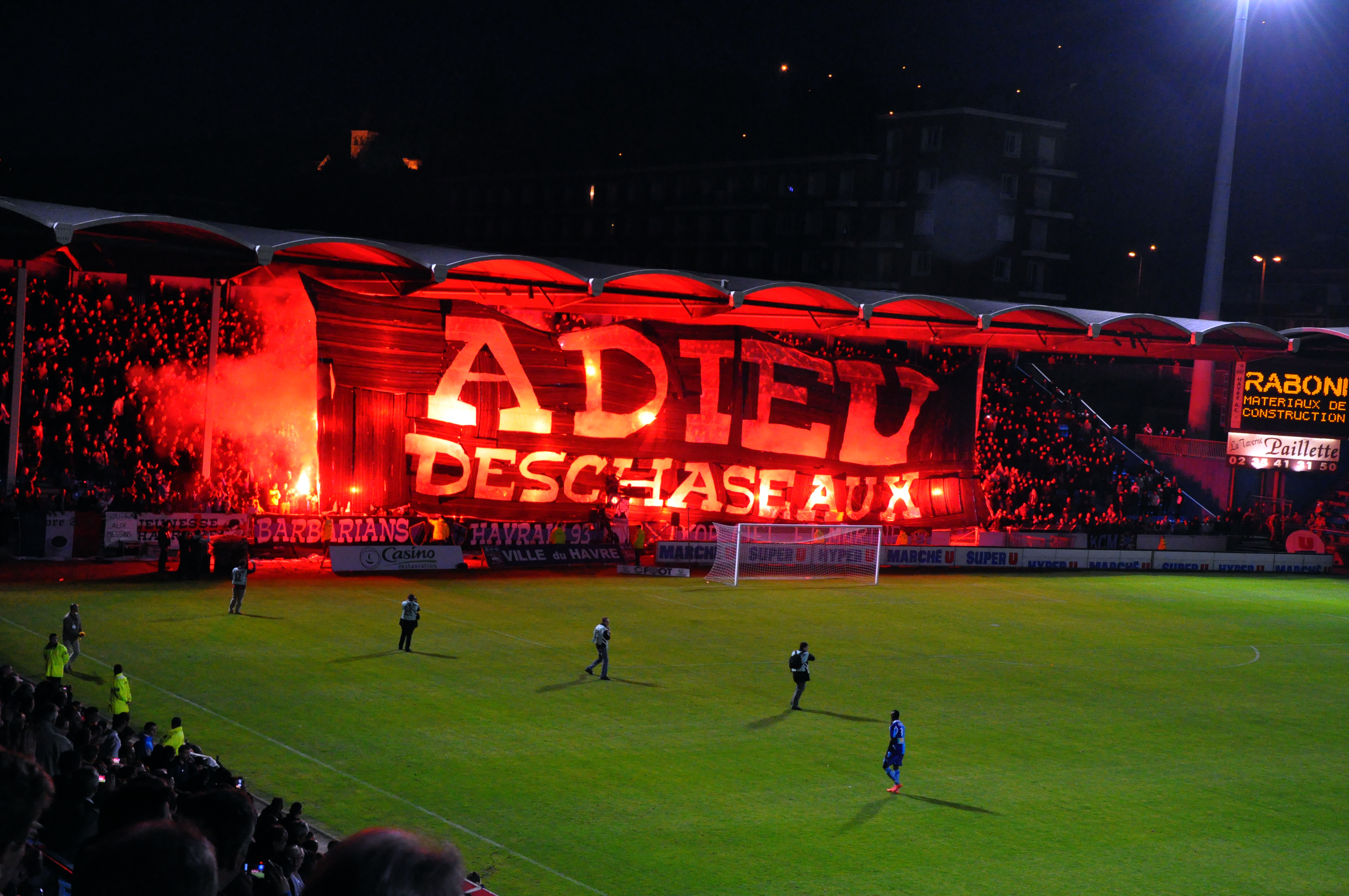